# Macrogomphus kerri
Macrogomphus kerri là loài chuồn chuồn trong họ Gomphidae. Loài này được Fraser mô tả khoa học đầu tiên năm 1932.